# Lycaon sekowei
Lycaon sekowei es una especie extinta de mamífero carnívoro de la familia de los cánidos que vivió en África austral durante el Plioceno y Pleistoceno.

## Descripción
Como L. pictus, el otro miembro de su género y que aún vive en la actualidad, era un hipercarnívoroy era menos cursorial, ya que sus patas delanteras no estaban tan especializadas para correr.
L. sekowei tenía una articulación metacarpiana, ausente en la especie actual; además, era un animal más robusto, con dientes un 10% más grandes.